# Världshistoria (Grimberg)

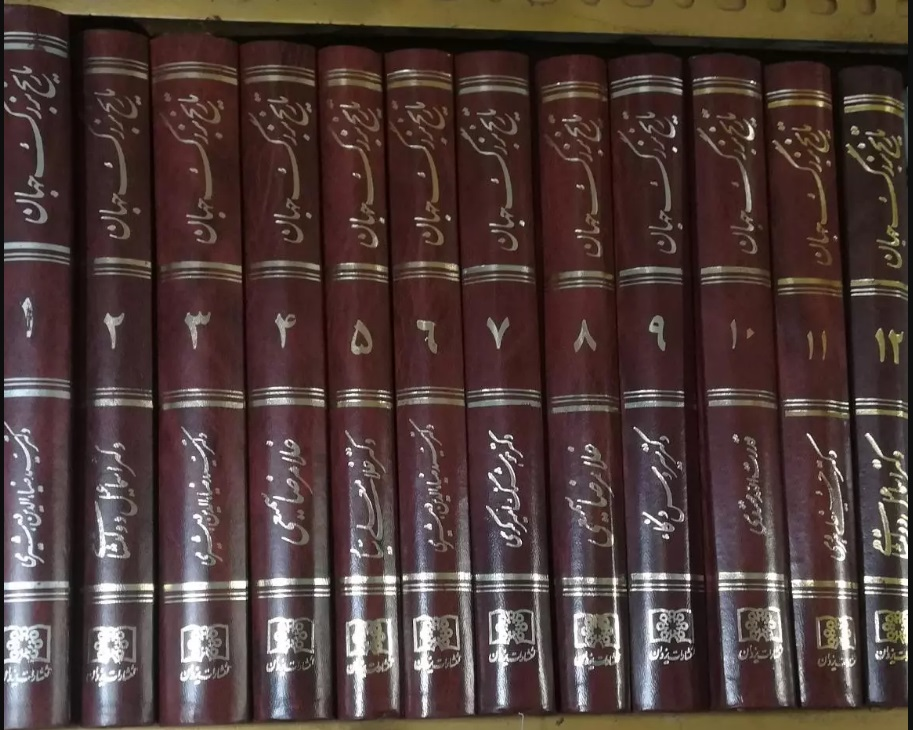
De tolv banden av Världshistoria i persisk översättning

Världshistoria : folkens liv och kultur är en serie verk av svenske Carl Grimberg om världshistorien. Den första delen publicerades på svenska 1926. Verket var skrivet i 20 delar, men såldes oftast som en version med två delar inbundna. Ytterligare volymer lades till de nya upplagorna, så att verket blev en inbunden volym med 12-14 delar. Grimberg avslutade inte de sista delarna under sin livstid, utan de skrevs av Ragnar Svanström. Den första upplagan publicerades i tio volymer mellan 1928 och 1942, den andra upplagan från 1956 och den tredje från 1981. Minst 500 000 exemplar har sålts, varav mer än 100 000 i Finland.
Experter menar att det snäva innehållet i folkens historia, som fokuserar på den europeiska högkulturen, är föråldrat.
Serien är känd för sin färgstarka skrivstil.

## Publikationer i Norge
| Nr  | Titel                                                                                    | Innehåll | År   |
| --- | ---------------------------------------------------------------------------------------- | --- | ---- |
| 1   | Egypten–Forasien                                                                         | Kulturens morgon Egyptierna Babylonier och assyrier | 1958 |
| 2   | Forasia–Hellas                                                                           | Assyrisk och Babylonisk kultur Hettiter och Syriska folk Meder och Perser Den egeiska kulturen Hellenernas legendariska tidsålder. Det patriarkala kungadömet | 1959 |
| 3   | Hellas                                                                                   | Ekonomiska och sociala omvälvningar i Grekland Jonisk kultur, poesi och filosofi Det första stora maktprovet mellan öst och väst Perikles lyckliga ålder Krig mellan bröder Vetenskapens första storhetstid Den antika attiska komedin | 1959 |
| 4   | Hellas–Roma                                                                              | Greklands politiska nedgång Makedonsk hegemoni Hellenism Italien före romarna Roms sagatid Roms era av hjältar och ära | 1959 |
| 5   | Roma                                                                                     | Roms era av hjältar och ära Den äldsta romerska litteraturen Revolutionens tid | 1959 |
| 6   | Roma                                                                                     | Kejsartiden Världsimperiet börjar rivas i sömmarna | 1959 |
| 7   | Migrationerna                                                                            | De stora germanska folkvandringarna Lysande figurer i mörka århundraden Den arabiska migrationen Karolinska eran Vikingatåg | 1959 |
| 8   | Korstågen                                                                                | Det tyska riket återuppstår och upplever en ny era av ära Korstågen Från korstågens tankevärld till religiöst känsloliv | 1960 |
| 9   | Hansankriget                                                                             | Imperiets roll under medeltiden har utspelats En period av nedgång även för påvedömet Italiens litterära storhetstid Det anglo-franska hundraåriga kriget Rosornas krig | 1960 |
| 10  | Renässansen                                                                              | Korset och halvmånen Den spanska enhetsstaten växer fram Från senmedeltidens tänkande Italiensk renässans Renässanskonst i Italien | 1960 |
| 11  | Upptäckter – reformation                                                                 | Renässans och humanism norr om Alperna Kejsar Karl V:s tid. De stora reformatorerna | 1960 |
| 12  | Karl V.–Philip II.                                                                       | Kejsar Karl V:s tid. Turkfadern och Henrik VIII:s England Reformationstidens stora naturforskare Ett lysande århundrade för sydeuropeisk skönlitteratur Det spanska måleriets storhetstid Filip II och hans tid Den holländska, flamländska och holländska konstens storhetstid | 1960 |
| 13  | Religionskrigen                                                                          | Hugenottkrigen England i slutet av 1500-talet Det sista stora religionskriget England i början av 1600-talet | 1960 |
| 14  | Ludvig XIV:s ålder                                                                       | När de stora tänkarna var naturvetare och matematiker Ludvig XIV:s ålder | 1960 |
| 15  | Spanska tronföljdskriget, Ryssland och Polen, England på 1700-talet                      | Ludvig XIV:s ålder. Spanska tronföljdskriget Rysslands äldsta historia Peter 1. och Nordiska kriget Polens äldsta historia England tar ledningen | 1961 |
| 16  | Engelskt och franskt intellektuellt liv på 1700-talet, Amerika–Indien                    | En fantastisk tid i engelsk kulturhistoria Nordamerika Indien L´ancien régime i Frankrike | 1961 |
| 17  | Turkiet, Österrike och Preussen, den franska revolutionen                                | Turkiet, Österrike och Preussen Storma över imperiet Frihet, jämlikhet och broderskap | 1961 |
| 18  | Napoleon–Victoria                                                                        | Napoleons örnar Järn, kol, bomull och maskiner Reaktion och revolution | 1961 |
| 19  | Liberalism–nationalism                                                                   | Det kommunistiska manifestet "Att vakna upp bland stjärnorna" "Bara soldater hjälper mot demokrater" Viktorianer Louis Napoleon Storm över Krim Det andra imperiet Utflykt till Italien Vändpunkten Fosterlandet i fara Det nordamerikanska inbördeskriget | 1961 |
| 20  | Imperialism – demokrati                                                                  | Dollarprinsarna Den vita mannens börda Den långa freden "Nu släcks lamporna" | 1961 |
| 21  | Vår egen tid                                                                             | Perioden 1914-1945 "Vackra nya världen" | 1961 |
| 22  | Historisk atlas. Huvudregister                                                           | Antiken Medeltiden Senare tid Vårt eget århundrade | 1962 |
| I   | Kina, Japan, Korea                                                                       | Kina Japan Korea | 1969 |
| II  | Indien och Sydostasien                                                                   | Indien Ceylon Tillbaka Indien Indonesien | 1969 |
| III | Afrika                                                                                   | De första människorna och bosättningen i Afrika Civilisation och kulturens spridning Utländskt styre och berberresor i Nordafrika Negerrikena söder om Sahara Handel och kolonisering i Östafrika Kungadömena söder om regnskogen Slavhandeln i Västafrika Kolonisering av tropiskt Afrika Motstånd och erövring i Nordafrika Europeiskt styre i södra Afrika Kolonitiden i tropiskt Afrika Avkolonisering Oberoende Afrika | 1970 |
| IV  | Latinamerika ISBN 82-02-03234-2                                                          | | 1974 |
| V   | Nordamerika ISBN 82-02-03646-1                                                           | | 1977 |
| 23  | Duellen utan slut. Internationell politik efter 1945. ISBN 82-02-02728-4                 | Atomåldern Från samarbete till kalla kriget Styrkeprov i Europa Kraftprov i öst Olustig samexistens Mot kanten av avgrunden Instabil balans Andra Vietnamkriget Mellanöstern mellan öst och väst "Mellanriket" och "Riket i mitten" | 1973 |
| 24  | De rika samhällena. Västländerna och Japan efter 1945. ISBN 82-02-02731-4                | Skeppets värld USA – Den nya världsmakten Kanada - Amerikas nordbor Storbritannien - En världsmakt på livsmedelsråd Det förnyade Frankrike Kjemedvergen Västtyskland År 0 Norden - Demokratins soliga sidan Stillahavsvärlden Det nya industrisamhället | 1974 |
| 25  | En värld av revolution och hunger. Internationell politik efter 1945. ISBN 82-02-02734-9 | Andra världsmakten – Sovjetunionen Det andra Europa – Östblocket Kina – En tredje supermakt? Den tredje världen Allahs och oljans värld Öster om Suez Öster om Sahara Det andra Amerika – Latinamerika Norr och söder | 1974 |